# Chuchiltón Anexo Potobtic Dos
Chuchiltón Anexo Potobtic Dos är en ort i Mexiko.   Den ligger i kommunen Larráinzar och delstaten Chiapas, i den sydöstra delen av landet, 700 km öster om huvudstaden Mexico City. Chuchiltón Anexo Potobtic Dos ligger 1 590 meter över havet och antalet invånare är 947.
Terrängen runt Chuchiltón Anexo Potobtic Dos är huvudsakligen kuperad, men österut är den bergig. Runt Chuchiltón Anexo Potobtic Dos är det ganska tätbefolkat, med 166 invånare per kvadratkilometer. Närmaste större samhälle är Bochil, 5,2 km nordväst om Chuchiltón Anexo Potobtic Dos. I omgivningarna runt Chuchiltón Anexo Potobtic Dos växer i huvudsak städsegrön lövskog.